# Жан-Франсуа Каммер
Жан-Франсуа Каммер (нар. 1946, Женева, Швейцарія) — швейцарський дипломат. Надзвичайний і Повноважний Посол Швейцарської Конфедерації в Україні (2000—2007).

## Біографія
Народився у 1946 році в Женеві. Має ступінь бакалавра права Женевського університету (1972). У 1974 році він склав іспит на адвоката кантону Женева, у 1975 році працював юристом, а в 1976 році — юридичним експертом у Міжнародному комітеті Червоного Хреста, перш ніж приєднатися до Федерального департаменту закордонних справ.
Каммер приєднався до Федерального департаменту закордонних справ Швейцарії в 1977 році. Його закордонні посади включають роботу в швейцарській делегації в Організації з безпеки та співробітництва в Європі у Відні в якості заступника голови (1993—1998); у посольстві Швейцарії в Парижі на посаді першого секретаря та радника (1985—1989); і в посольстві Швейцарії в Москві як другий і перший секретар (1982—1985).
До свого призначення пан Каммер обіймав посаду Посла Швейцарії в Чеській Республіці з січня 2005 року, а за сумісництвом — Посла Швейцарії при Святому Престолі з червня 2005 року. Він був Комісаром двадцять сьомої Міжнародної конференції Червоного Хреста та Червоного Півмісяця в Женеві з 1998 по 2000 рік.
У 2000—2007 роках — Надзвичайний і Повноважний Посол Швейцарської Конфедерації в Україні та Молдові за сумісництвом.
З 2010 року — Постійний спостерігач Ради Європи при Відділенні ООН у Женеві.

## Автор праць
- Каммер, пан Жан-Франсуа (Посол Швейцарії в Україні). Швейцарія та Україна: Вектори зближення // Економічний часопис-XXI. — 2004. — № 9. — С. 12—16.